# Langues étrangères
Pour la notion, voir Langue étrangère.
Langues étrangères (titre original : A Mouthful of Tongues: Her Totipotent Tropicanalia) est un roman de science-fiction de l'auteur américain Paul Di Filippo paru en 2002 puis traduit en français et publié en 2004.

## Éditions
- A Mouthful of Tongues: Her Totipotent Tropicanalia, Cosmos Books, 1er avril 2002, 180 p.  (ISBN 1-58715-506-0)
- Langues étrangères, Robert Laffont, coll. « Ailleurs et Demain », 25 mars 2004, trad. Pierre-Paul Durastanti, 240 p.  (ISBN 2-221-09976-1).